# Portrettengalerij van de gouverneurs-generaal van Nederlands-Indië
De portrettengalerij van de gouverneurs-generaal van Nederlands-Indië bevat de portretten van 67 gouverneurs-generaal. Sinds 1950 zijn ze onderdeel van de collectie van het Rijksmuseum Amsterdam.

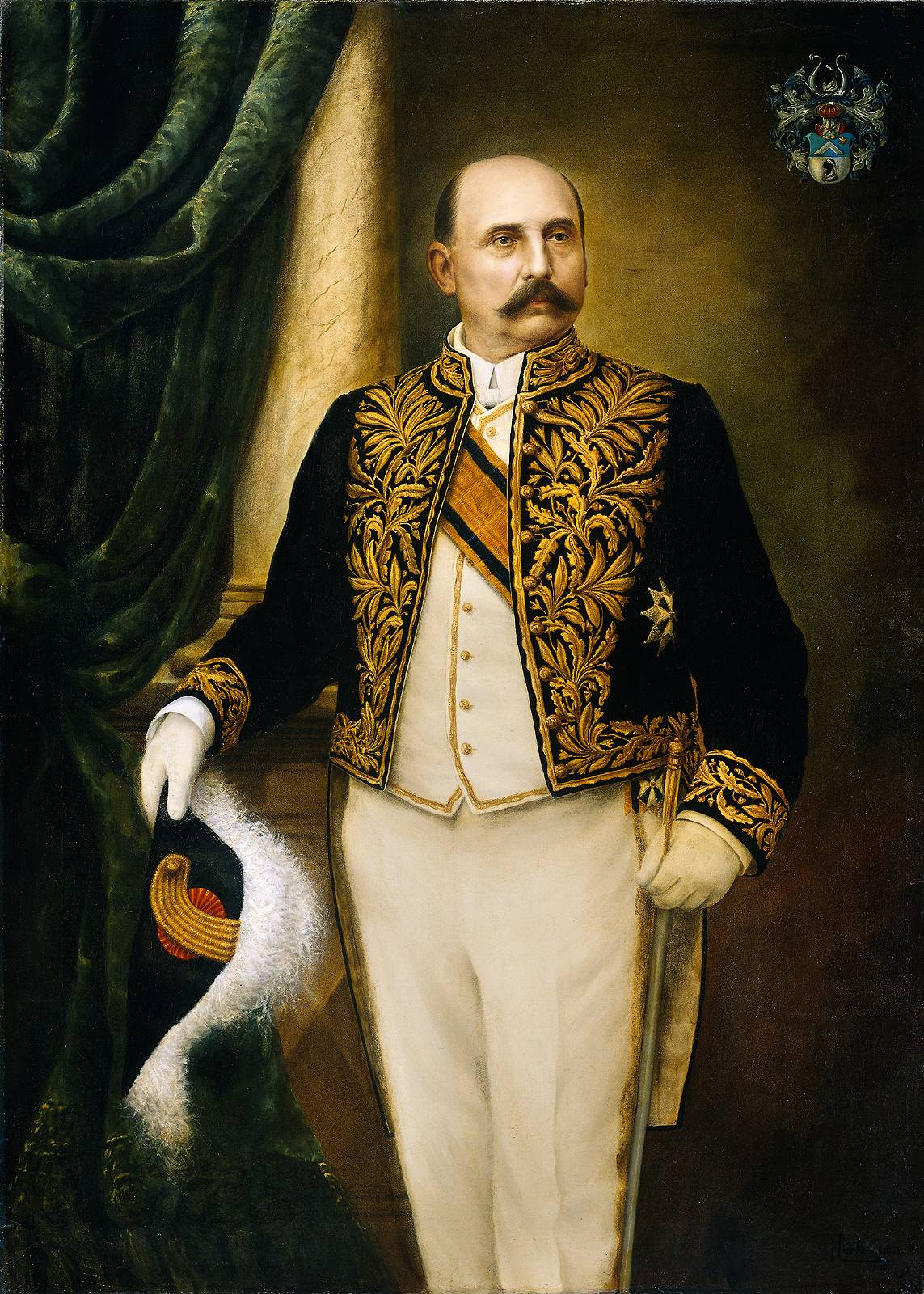
Portret van Jo van Heutsz (1851-1924) (werk van Hannké)

De 67 portretten bevonden zich tot hun overbrenging naar Nederland in het voormalig Paleis Rijswijk te Jakarta. De schilderijen hebben veel te lijden gehad van de tropische hitte, vochtigheid en insecten. Sommige panelen en lijsten bleken tropische wespennesten van klei te bevatten. Het hout werd soms aangevreten door ongedierte. Waar het beschilderd oppervlak is beschadigd heeft men in Nederlands-Indië bijenwas op de beschadigde, gecraqueleerde of gebarsten verf gestreken. Op de achterkant werden verstevigingslatjes aangebracht; deze werden met gesmede spijkertjes aan de planken bevestigd, maar  ook vastgelijmd. De achterzijde van veel doeken vertoonde schimmelsporen omdat zij op vochtige met kalk bedekte muren hebben gehangen.

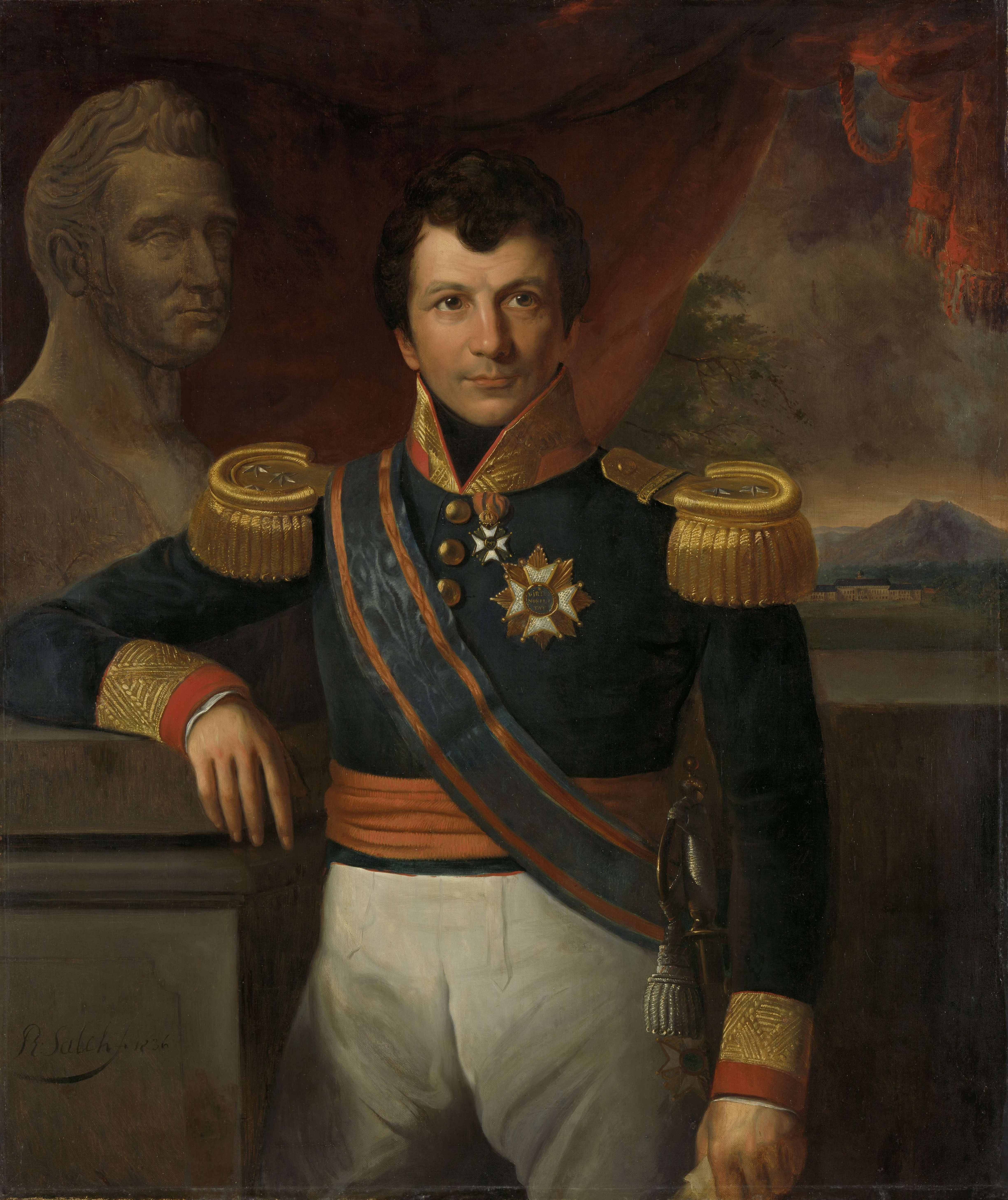
Portret van Johannes graaf van den Bosch (werk van Raden Saleh)

Sommige portretten zijn op hout geschilderd, waarbij tropisch hout of eikenhout werd gebruikt. Enkele schilderijen, zoals die van gouverneurs-generaal Van Alting (1780-1797), door de bekende schilder Tischbein (Maastricht, 1750-Heidelberg, 1812), zijn op koper geschilderd. Het portret van de hand van Tischbein is het doek van de hoogste artistieke kwaliteit. Andere zijn door mindere kunstenaars vervaardigd.

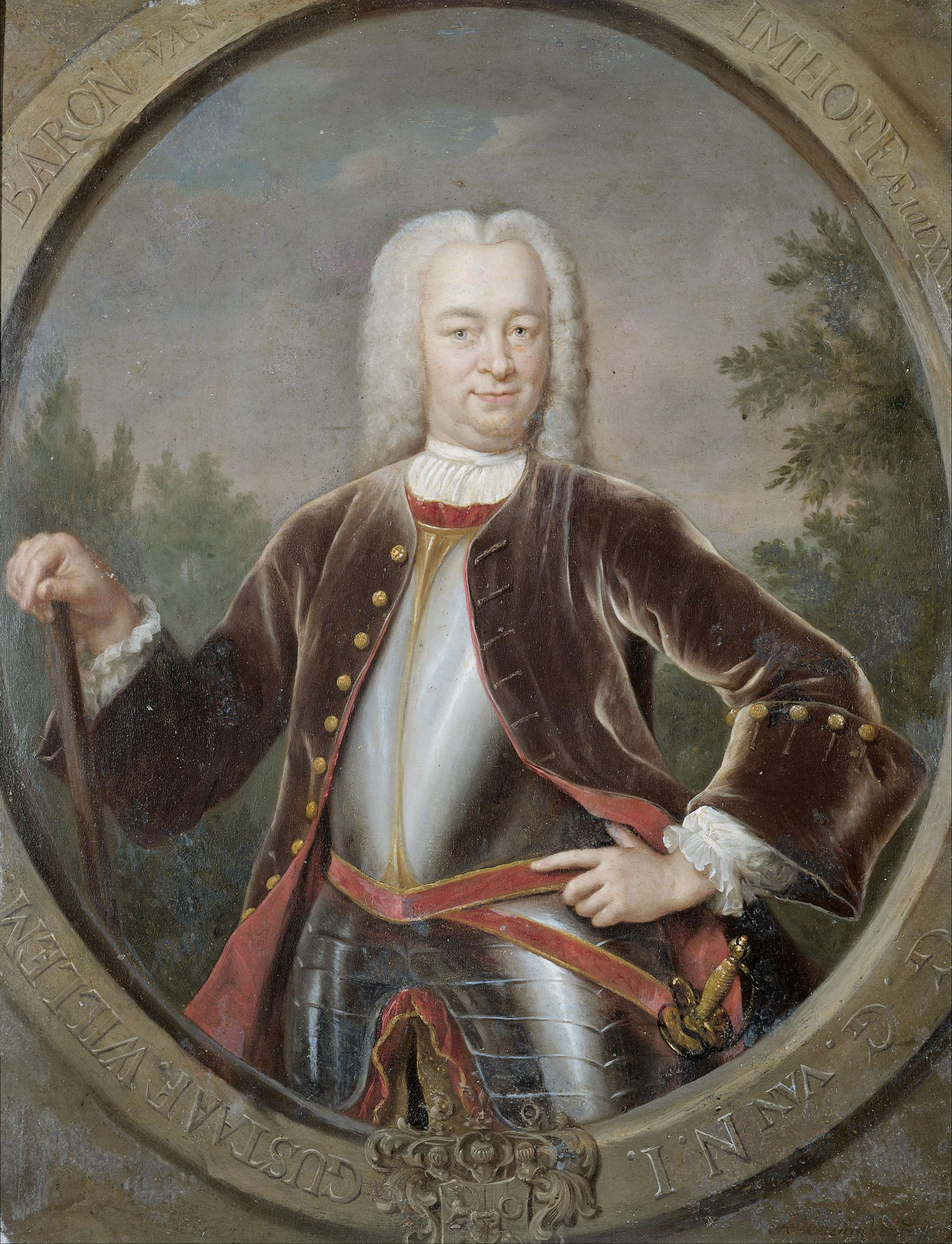
Gustaaf Willem van Imhoff (1705-1750) (werk van Jan Maurits Quinkhard)

De 67 schilderijen werden in januari 1950 overgebracht naar Nederland. Daar werden de schilderijen op de inventaris van het Rijksmuseum te Amsterdam geplaatst. Ze kwamen zonder dat ze eerst gerestaureerd werden in het depot terecht. De artistieke kwaliteit van de schilderijen afzonderlijk is vaak mager. Ze werden gewoonlijk vlak voor of na het aftreden van de gouverneur-generaal geschilderd en laten dan ook de eigentijdse kenmerken en verschillen in mode zien. De serie begint met de gouverneurs-generaal van de Verenigde Oostindische Compagnie en eindigt met die van het Nederlands koloniaal bewind in de 19de en 20ste eeuw. Vervoer en onoordeelkundig herstel hebben meer schade toegebracht dan de Japanners in de Tweede Wereldoorlog of de opstandige Indische bevolking.
De verzameling werd in 1828 in het toen gerenoveerd paleis bijeengebracht om te dienen als decor voor officiële gebeurtenissen. De toenmalige gouverneur-generaal L.P.J. Burgrave du Bus de Gisignies (1826-1830) heeft de schilderijen indertijd door onbekend gebleven inlandse of Chinese werklieden laten restaureren. Het rapport van de commissie die op de restauratie toezicht hield, is de vroegst bekende bron over de restauratiegeschiedenis van de portrettenreeks. In 1855 werd opnieuw een restauratie van de portretten nodig geacht. De Javaanse kunstschilder Raden Saleh (1819-1880), die eerder de portretten schilderde van de gouverneurs-generaal J.C. van den Bosch (1830-1833), J.C. Baud (1833-1835) en - zij het postuum - van maarschalk H.W. Daendels (1808-1810), kreeg opdracht voor het herstel. Hij liet op 7 juli 1855 aan de Directeur der Producten en Civiele Magazijnen weten dat hij pessimistisch was over de staat van de portretten. De slechte toestand was veroorzaakt door het gebruik van verf en vernis van inferieure kwaliteit, waardoor de stukken op verscheidene plaatsen niet alleen waren gescheurd maar ook waren nagedonkerd. Sommige schilderijen moesten helemaal worden overgeschilderd. De restauratiepraktijk van de 19e eeuw liet dergelijke rigoureuze en niet terug te draaien ingrepen toe. Raden Saleh diende na voltooiing van de restauratie in 1856 een rekening in waarin melding gemaakt werd van Chinees verguldsel, mastiekvernis, hout, ijzerwerk, stopverf, lijm, ongebleekt linnen en arbeids- en koelielonen. Bij de laatste restauratie van de lijst van het portret van Jan Pietersz. Coen werden op de achterzijde van een later toegevoegde lat Chinese karakters aangetroffen. Na een positieve beoordeling van zijn restauratiewerkzaamheden werd Raden Saleh in 1856 door gouverneur-generaal C.F. Pahud (1856-1861) benoemd tot de eerste conservator van de landsverzameling schilderijen in Batavia. Daarmee werd de eerste openbare verzameling van schilderijen in Nederlands-Indië gesticht. De opvolgers van Raden Saleh onderhielden de schilderijen plichtsgetrouw en men onthield de galerij de nodige zorg en aandacht niet. Portretten van nationale 'helden' als Reynst en Coen werden in de 19e en vroege 20e eeuw gebruikt om nationalistische gevoelens en trots op te wekken.
De portrettengalerij werd een zichtbare legitimatie van het Nederlandse gezag over de archipel. Onder gouverneur-generaal D. Fock (1921-1926) werden de kunstwerken op moderne en verantwoorde wijze geconserveerd door de Leidse restaurator J. Koene, terwijl J. de Loos-Haaxman voor het eerst ook een uitgebreid schriftelijk verslag van de restauratie schreef. Van 1930 tot 1939 was De Loos-Haaxman de derde conservator van de schilderijen te Batavia waarover zij in 1941 een tweedelig boek publiceerde onder de titel "De Landsverzameling Schilderijen in Batavia, Landsvoogdportretten en compagnieschilders".
Tijdens de Tweede Wereldoorlog gingen de schilderijen bijna verloren. De Japanners bezetten Nederlands-Indië en lieten de portretten van hun voorgangers uit het paleis verwijderen. De schilderijenreeks werd opgeslagen in een vochtige loods en werd daar in 1945 door de teruggekeerde Nederlanders in een zeer slechte toestand aangetroffen. Tijdens de laatste pogingen van Nederland om de macht in Nederlands-Indië te behouden besloot men in 1948 de portrettengalerij te gebruiken als achtergrond voor een receptie ter ere van Koninginnedag. Met spoed moest de reeks presentabel gemaakt worden. Deze taak werd toegewezen aan een plaatselijke tekenleraar, De Leeuw.
Deze amateuristische en haastig uitgevoerde restauratie heeft de schilderijen meer kwaad dan goed gedaan. Van de hand van De Leeuw zijn ook de portretten van de gouverneurs-generaal Van Hoorn (1704-1709), Nederburgh (1791-1799) en Janssens (1811-1812), waarvan de originelen al lang geleden verloren waren gegaan. Door hun felle kleuren en de knullige wijze waarop ze zijn geschilderd vallen deze portretten sterk uit de toon. Nadat Indonesië onafhankelijk was geworden werd de portrettenreeks in 1949 door het nieuwe bestuur uit wat nu het presidentieel paleis is verwijderd. Sommige portretten lijken bij deze actie opzettelijk beschadigd te zijn.
Enkele van de portretten ondergingen in Amsterdam een volledige restauratie, bijvoorbeeld wanneer ze een plaats in het Rijksmuseum kregen of werden uitgeleend aan andere instellingen. De meeste schilderijen werden in de depots opgeslagen. In 1989 werden elf portretten die in de VOC-galerij moesten komen te hangen gerestaureerd. Oude restauraties en schade werden als historische gegevens gerespecteerd. Losse verf werd vastgezet en oppervlakkig vuil werd afgenomen, maar er werd niet geretoucheerd. Sinds 1995 worden alle portretten een voor een gerestaureerd in het kader van het Delta-plan voor de Kunst.